# Wielkość (arytmetyka odcinków)

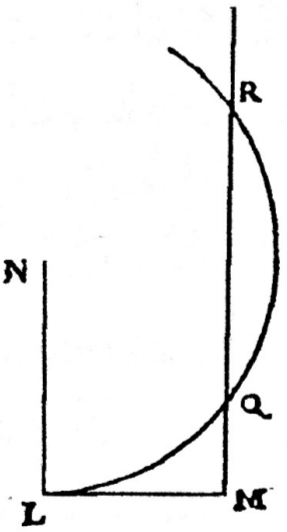
Jedna z konstrukcji arytmetyki odcinków; fragment oryginalnej pracy Kartezjusza (1637)

Wielkość (wielkość geometryczna) – archaiczne pojęcie matematyczne, stanowiące w XVII-wiecznej arytmetyce odcinków pomost pomiędzy geometrią a algebrą.
W matematyce od czasów starożytnych (np. Elementy Euklidesa) aż do XVIII wieku (np. Geometria Kartezjusza) algebra była ściśle związana z interpretacją geometryczną, co spowalniało rozwój algebry. Dla ówczesnych matematyków rozwiązaniami równań były odcinki, a własności algebraiczne były dowodzone poprzez odpowiednie konstrukcje geometryczne. Ujęcie to sformalizował Kartezjusz w Geometrii, definiując arytmetykę odcinków.
W matematyce starożytnej słowo wielkość (μεγενος) oznaczało zarówno: odcinek, figurę, bryłę oraz kąt.
W matematyce XVII-wiecznej wielkość (quantité) była pojęciem pomiędzy geometrią a algebrą. Wielkość w ujęciu arytmetyki odcinków oznaczała odcinek, ale oprócz tego wielkość mogła być rozwiązaniem równania wielomianowego. Stąd rozwiązaniami równań nie były liczby ani długości odcinków, lecz odcinki rozumiane jako wielkości. Jednak, oprócz najbardziej klasycznego rozumienia wielkości jako odcinka, równorzędnie występowały również pojęcia takie jak np. wielkość powierzchni, wielkość kątów.
Takie ujęcie wielkości (jako odcinka) przyczyniło się do wprowadzenia nowych oznaczeń. Podczas gdy zwykłe odcinki już od czasów starożytnych oznaczano dwiema dużymi literami, np. {\displaystyle AB,} {\displaystyle CD,} odcinki będące wielkościami oznaczano małymi literami początku alfabetu, np. {\displaystyle a,} {\displaystyle b,} gdy były „znane”, oraz końca alfabetu, np. {\displaystyle x,} {\displaystyle y,} gdy były „nieznane”.
Np. w Geometrii Kartezjusza niewiadoma {\displaystyle x} równania algebraicznego jest nazywana wielkością {\displaystyle x}, co zgadza się z założeniem, że rozwiązaniem problemu jest odcinek.

## Wartość wielkości
René Descartes (w Geometrii) wprowadził również pojęcie wartości wielkości, którego używa w kontekście rozwiązywania równań. Definiuje je następująco:

Wiedząc, że w każdym równaniu, ile nieznana wielkość ma wymiarów, tyle może być różnych pierwiastków, to znaczy wartości tej wielkości.

## Ujemne wielkości

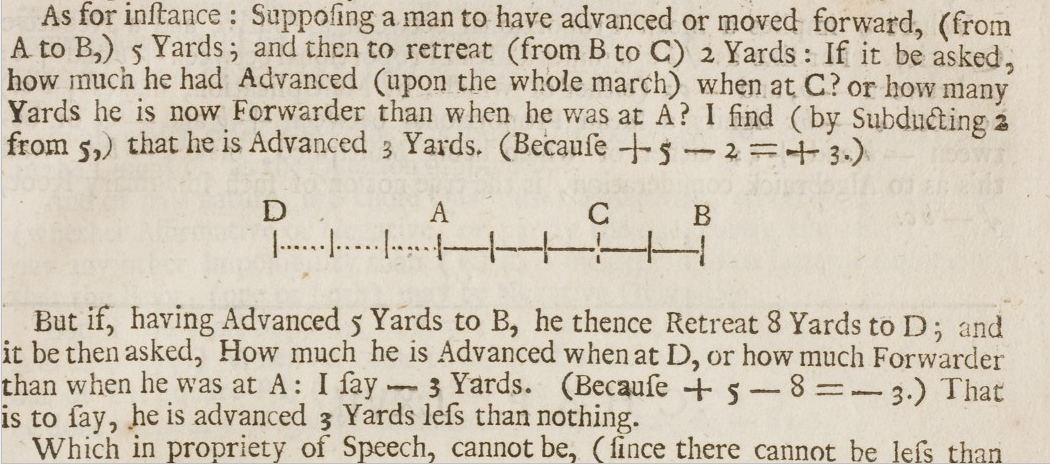
Fragment oryginalnej pracy Wallisa (1685), w którym wyjaśniana jest natura liczb ujemnych

Ponieważ ówczesne rozumienie liczby nie dopuszczało liczb ujemnych (wielkość była odcinkiem, a odcinek nie może mieć ujemnej długości, zatem niewiadomej {\displaystyle x} nie może być przypisana wartość ujemna), a ujemne wielkości pojawiały się w obliczeniach matematycznych, Kartezjusz musiał podjąć specjalne zabiegi językowe. Wprowadził pojęcie fałszywego pierwiastka.

Zdarza się jednak często, że niektóre z pierwiastków są fałszywe lub mniejsze od niczego; jeśli zakładamy, że {\displaystyle x} określa również brak wielkości {\displaystyle 5,} wtedy otrzymujemy: {\displaystyle x+5=0,} które będąc pomnożone przez {\displaystyle x^{3}-9xx+26x-24=0,} daje {\displaystyle x^{4}-4x^{3}-19xx+106x-120=0} równanie z czterema pierwiastkami, mianowicie z trzema prawdziwymi {\displaystyle 2,3,4,} oraz jednym fałszywym {\displaystyle 5.}

Interpretacja wielkości jako odcinka, a czasem także figury płaskiej, bryły i kąta, stanowiła problem w zrozumieniu liczb ujemnych. Arytmetyka odcinków Kartezjusza stanowiła istotny krok w uwalnianiu się od tej interpretacji, sprowadzając operacje na różnych wielkościach (w ujęciu antycznym) do operacji na odcinkach (wielkościach w ujęciu Kartezjusza), a pojęcie fałszywego pierwiastka było początkiem pojmowania liczb ujemnych przez matematyków.
Jednak przełomu w pokonywaniu trudności związanych z pojęciem wielkości ujemnych dokonał dopiero John Wallis w dziele Treatise of Algebra (1685).

Niemożliwe jest, aby dowolna wielkość (...) była ujemna. Nie jest bowiem możliwe, aby wielkość była mniejsza od niczego, czy aby liczba była mniejsza niż nic. Jednakże założenie o wielkościach ujemnych, gdy tylko poprawnie rozumiane, nie jest ani absurdalne, ani nieużyteczne. (...)
Dla przykładu przyjmijmy, że mężczyzna przesunął się do przodu (z A do B) o 5 jardów, a następnie cofnął się (z B do C) o 2 jardy. Wówczas na pytanie, o ile się przesunął (w całym tym marszu), gdy znalazł się w C, albo o ile jardów przesunął się w stosunku do A, odpowiem (odejmując 2 od 5), że przesunął się o 3 jardy (bo {\displaystyle +5-2=+3}).

Gdy jednak przesunie się o 5 jardów do B, a następnie cofnie o 8 jardów do D i wtedy zapytamy, o ile się przesunął z A, gdy znalazł się w D, to odpowiem, że o -3 jardy (ponieważ {\displaystyle +5-8=-3}), to znaczy przesunął się w lewo o 3 jardy mniej niż nic. (...) W rezultacie -3 dobrze definiuje punkt C; przy czym nie do przodu, jak się spodziewano, ale do tyłu względem A. Zatem +3 oznacza 3 jardy do przodu, a -3 oznacza 3 jardy do tyłu, ciągle jednak na tej samej linii prostej.

Wallis do zobrazowania swojego rozumowania posłużył się osią liczbową (w cytacie powyżej znajduje się skan rysunku z oryginalnej pracy Wallisa z 1685). Fragment ten jest cenny również dlatego, że zawiera prawdopodobnie pierwsze w historii matematyki przedstawienie osi liczbowej.